# Flughafen Ben Gurion

i7
i11
i13
Der Flughafen Ben Gurion (hebräisch נְמֵל הַתְּעוּפָה בֶּן־גּוּרִיּוֹן Nəmel ha-Təʿūfah Ben-Gūrijjōn; oft als Akronym NaTBaG, נתב״ג; arabisch مطار بن غوريون الدولي, DMG maṭār Bin Ġūriyūn ad-duwalī, IATA-Code: TLV, ICAO-Code: LLBG) ist Israels wichtigster und größter Flughafen und zählt bei weitem die meisten Grenzübertritte. Gelegentlich wird auch die Bezeichnung Flughafen Tel Aviv verwendet. Der Ben-Gurion-Flughafen ist der Heimatflughafen der israelischen Fluggesellschaft El Al.
Der Flughafen wurde 1935 als Lydda Airport in Betrieb genommen. Nach der Staatsgründung Israels erhielt er 1948 den Namen Lod International Airport nach dem rund 10 km südlich gelegenen Ort Lod. Im Jahr 1975 wurde der Flughafen nach David Ben-Gurion benannt, dem ersten Ministerpräsidenten Israels.

## Lage und Verkehrsanbindung

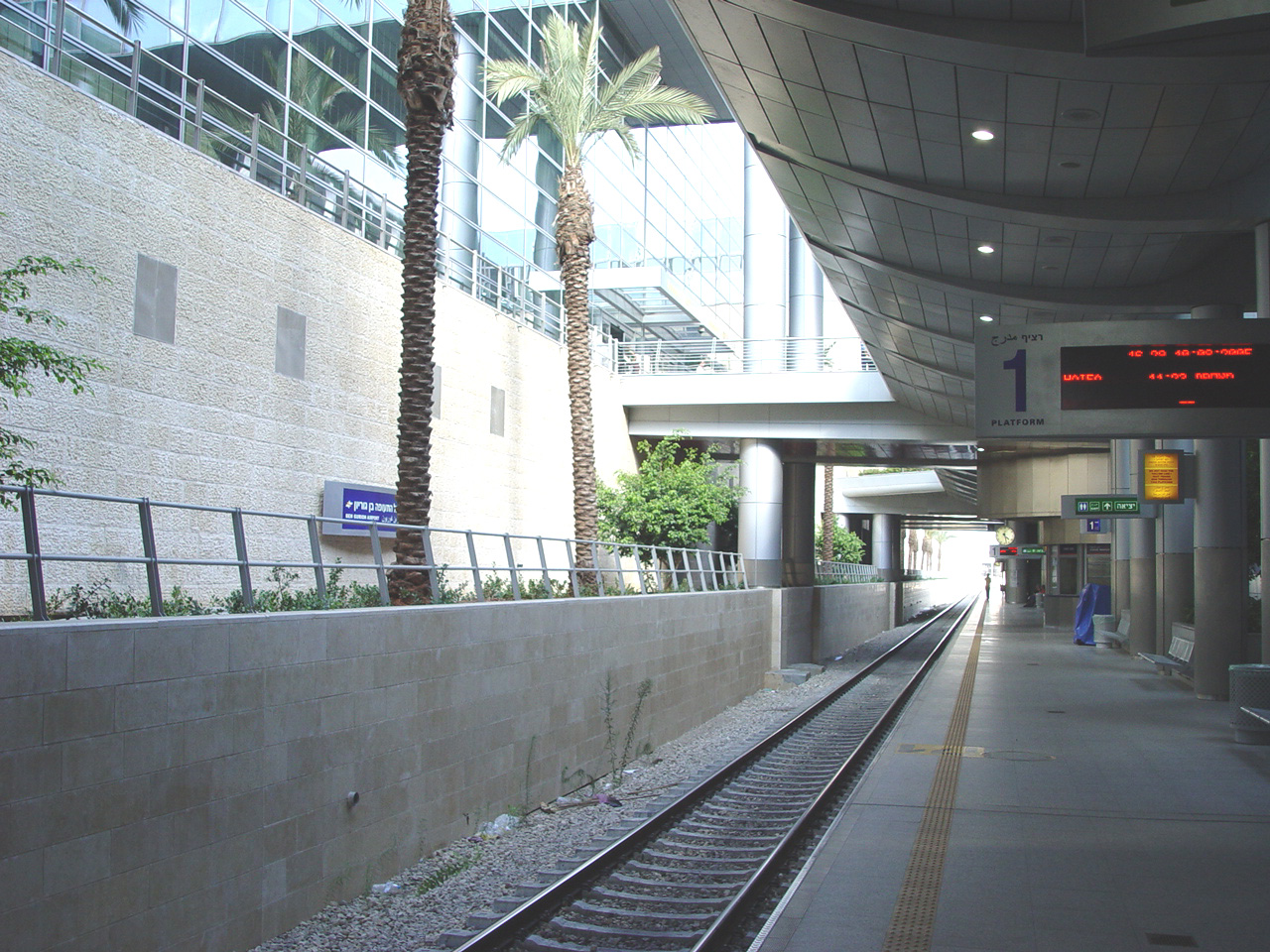
Bahnsteig des Flughafenbahnhofs

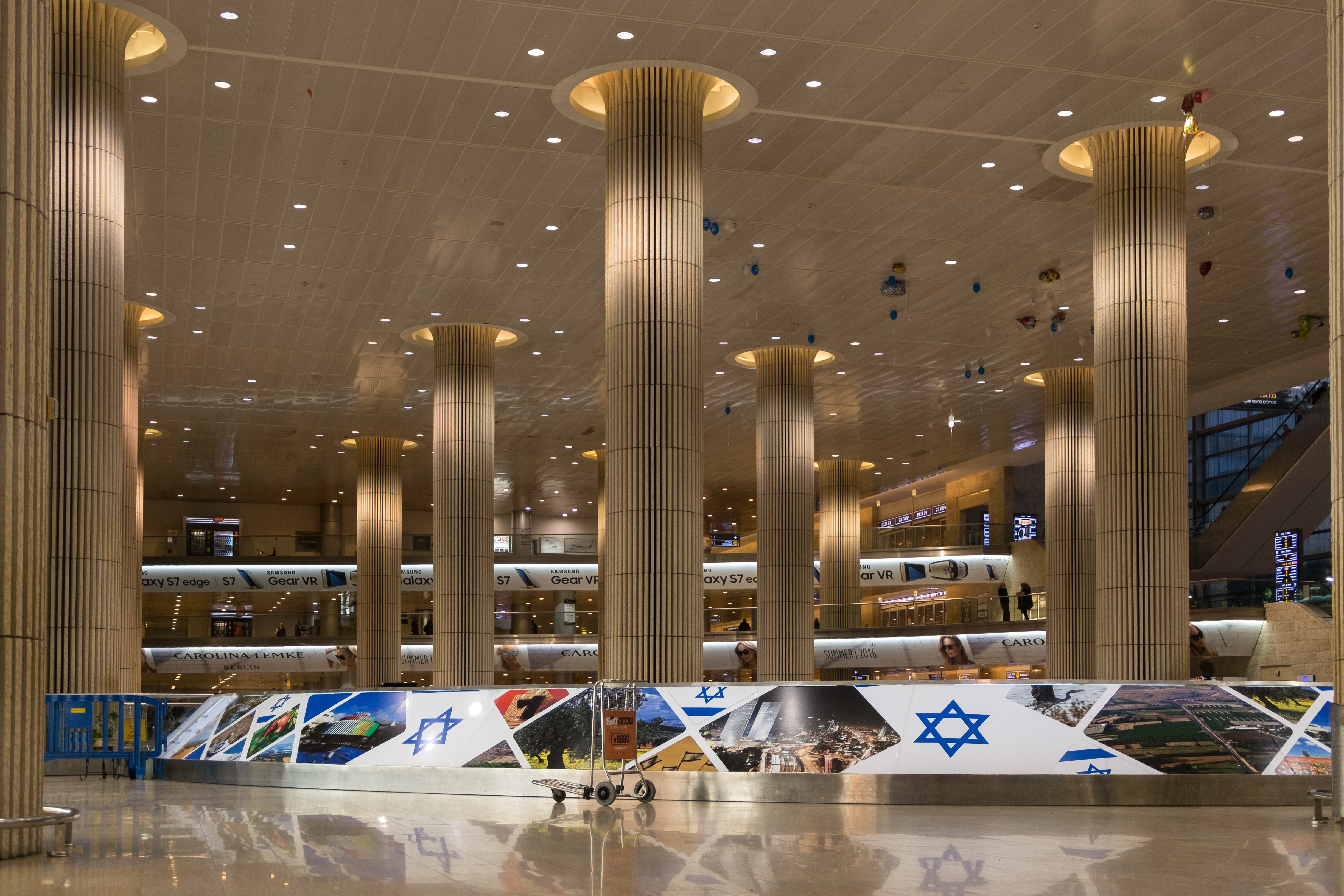
Empfangshalle

Der Flughafen Ben Gurion liegt östlich von Tel Aviv an der Haupt-Nationalstraße 1 nach Jerusalem; auf der Straße beträgt die Entfernung nach Tel Aviv etwa 20 Kilometer, Jerusalem ist etwa 50 Kilometer entfernt.
Seit Oktober 2004 besteht eine Schnellzugverbindung nach Tel Aviv, die den Flughafen an das Schienennetz der israelischen Eisenbahn 'Rakkevet Israel' anschließt und auch Reisen über die Hauptlinie nach Haifa und Nahariyya ermöglicht. Es besteht außerdem eine Reihe von Busverbindungen der Gesellschaft Egged, unter anderem nach Jerusalem. Seit dem 22. Dezember 2019 verkehrt der Hochgeschwindigkeitszug zwischen Tel Aviv (Bahnhof HaHagana) und Jerusalem (Bahnhof Yitzhak Navon) bzw. per Verzweigung nach Modiʿin (seit 2008) mit Stopp am Ben Gurion Flughafen. Derzeit verkehrt die Bahn im 30-Minuten-Takt, künftig alle 20 Minuten. Weitere Stationen kamen 2020 hinzu (Bahnhof Tel Aviv haSchalom, Bahnhof Tel Aviv Savidor Merkaz, Bahnhof Herzliah).
Für Reisende stehen zusätzlich Sammeltaxis, so genannte Scherutim, zur Verfügung. Die Scherutim fahren an jeden Ort in Israel und sind deutlich günstiger als normale Taxis, allerdings lassen die Fahrer die Reisenden nicht an der jeweiligen Wunschadresse aussteigen, sodass man Umwege in Kauf nehmen muss.

## Gemeindefreier Flughafenbezirk
Der Flughafenbezirk bildet ein gemeindefreies Gebiet im israelischen Zentralbezirk. Es gibt keine Wohnbevölkerung und entsprechend keine wahlberechtigten Bürger, weshalb es keine gewählte für das Gebiet zuständige Behörde gibt. Stattdessen vertritt und verwaltet die regierungsseitig besetzte Flughafenbehörde RaSa"T das Gebiet.
Da es auch keiner kommunalen Daseinsvorsorge bedarf, wird auch keine Kommunalsteuer (אַרְנוֹנָה Arnonah) erhoben. Entsprechend sind Unternehmen im Flughafenbezirk steuerlich besser gestellt, als jene im östlich angrenzenden Gewerbegebiet Airport City (אֵיְיֵרְפּוֹרְט סִיטִי Ejerpōrṭ Cīṭī), das zum Chevel Modiʿin gehört. Andere zivile Flughäfen Israels (Haifa, Herzlia und ehemals der Flughafen Tel Aviv) gehören einer kommunalen Gebietskörperschaft an, womit dort Arnonah erhoben wird.
Den Flughafenbezirk wollten schon verschiedentlich benachbarte Gebietskörperschaften eingemeinden, um die dortigen Unternehmen zu Gunsten ihres Kommunalfiskus zu besteuern. Erstmals vor den Wahlen zur 15. Knesset im Dezember 2000 setzte Innenminister Chaim Ramon einen Grenzausschuss (hebräisch וַעֲדַת הַגְּבוּלוֹת Waʿadat haGvūlōt) unter Leitung Prof. Rachel Altermans vom Technion ein, um verschiedene beantragte Gebietsveränderungen auszuloten. Die Stadt Schoham wünschte die Airport City einzugemeinden, was der Chevel Modiʿin ablehnte. Das Innenministerium, in dessen Fachkompetenz die Änderung kommunaler Grenzen fällt, wünschte die wirtschaftlich schwachen Städte Lod und Ramla zu vereinigen, was beide ablehnten, es sei denn, die vereinigte Stadt könnte den Flughafenbezirk und die Airport City mit eingemeinden.
Die RaSa"T erreichte im Januar 2001, dass die Option, den Flughafenbezirk und die Airport City dem vereinigten Lod-Ramla anzugliedern, vom Tisch kam. Im Flughafenbezirk gibt es bislang keine Arnonah, während Lod vor der geplanten Vereinigung mit Ramla, im Vergleich zur Erhebung durch den Chevel Modiʿin in der Airport City die Arnonah mit dreimal so hohen Hebesatz berechnete.
Mordechai Mordechai, Generaldirektor im Innenministerium, setzte im August 2002 einen neuen Ausschuss unter Prof. Arjeh Schachar von der Hebräischen Universität Jerusalem ein, um zu eruieren, wie die Einnahmen bei Erhebung der Arnonah im Flughafenbezirk zwischen den Gebietskörperschaften westlich der Haupt-Landesstraße  aufgeteilt werden könnten. Einnahmen von Passagieren und Fluggesellschaften in Höhe von 1,8 Milliarden NIS und weiteren 1,6 Milliarden NIS aus kommerziellen Einkünften (2016) wecken kommunale fiskalische Begehrlichkeiten, was gemäß Verursacherprinzip nur fair sei, schließlich beeinträchtige der Flughafenbetrieb Lebensqualität und Vermögen in allen angrenzenden Gemeinden durch Verkehrsbelastung, Luftverschmutzung, Fluglärm und begrenzte Bauhöhen.
Die RaSa"T wandte gegen die Pläne ein, dass keine kommunale Gebietskörperschaft die Investitionen stemmen könne, keine der Gemeinden die Expertise für Verträge und Planungsverfahren aufweise, die es zu Unterhalt und Ausbau des Flughafens brauche, weshalb der Flughafenbezirk gemeindefrei und in alleiniger Verantwortung der Flughafenbehörde bleiben solle. Die RaSa"T zahle an die Raschut Mequrqeʿei Jisraʾel (hebräisch רָשׁוּת מְקֻרְקְּעֵי יִשְׂרָאֵל ‚Behörde der Immobilien Israels‘) im Übrigen für die Flächen, die nur in Erbpacht ausgetan sind. Die RaSa"T beantragte 2017 beim Obersten Gericht, Innenminister Arje Derʿi anzuweisen, die von ihm inzwischen verfolgten Pläne, klamme Kommunen durch Eingemeindung des Flughafenbezirks zu sanieren, aufzugeben.
Der von Derʿi eingesetzte Grenzausschuss rechnete mit 600–700 Millionen NIS an Arnonah per annum. Gemeinsam mit Finanzminister Mosche Kachlon plante Derʿi inzwischen die möglichen Mehreinnahmen nicht einfach auf die Nachbarkommunen zu verteilen, sondern damit einen Fonds für kommunalen Finanzausgleich zu speisen, wozu die gesetzliche Grundlage erst noch zu schaffen wäre. Flughafenmitarbeiter unterstrichen ihrerseits die Forderung der RaSa"T durch Streiks, der Flughafen ist einer der Betriebe mit höchstem Organisierungsgrad, was die Histadrut angeht.
Die RaSa"T blieb nicht untätig und schloss mit dem Finanzministerium eine Einigung, dernach sie eine fixe Abgabe (1,2 Milliarden NIS für 2019, bis 2025 dann jährlich 1 Milliarde NIS) an die Staatskasse abführt, die sie auf die Unternehmen am Flughafen umlegt, gegen die Zusicherung, dass diese keinesfalls zu irgendwelchen kommunalen Abgaben herangezogen werden. Diese bleiben weiter von Arnonah befreit und der Flughafenbezirk gemeindefrei bestehen. Dieses Vorgehen kommt einem Affront gleich, denn das Finanzministerium erhöht so direkt die Staatseinnahmen, während es das Innenministerium hindert, kommunale Grenzänderungen mit den entsprechenden fiskalischen Folgen vorzunehmen. Es gibt ein weiteres mit dem Flughafenbezirk vergleichbares gemeindefreies Gebiet in Galiläa, wo die Firma Rafael Fertigungsanlagen unterhält, allerdings mit weit weniger Erträgen, die dort anfallen.

## Geschichte

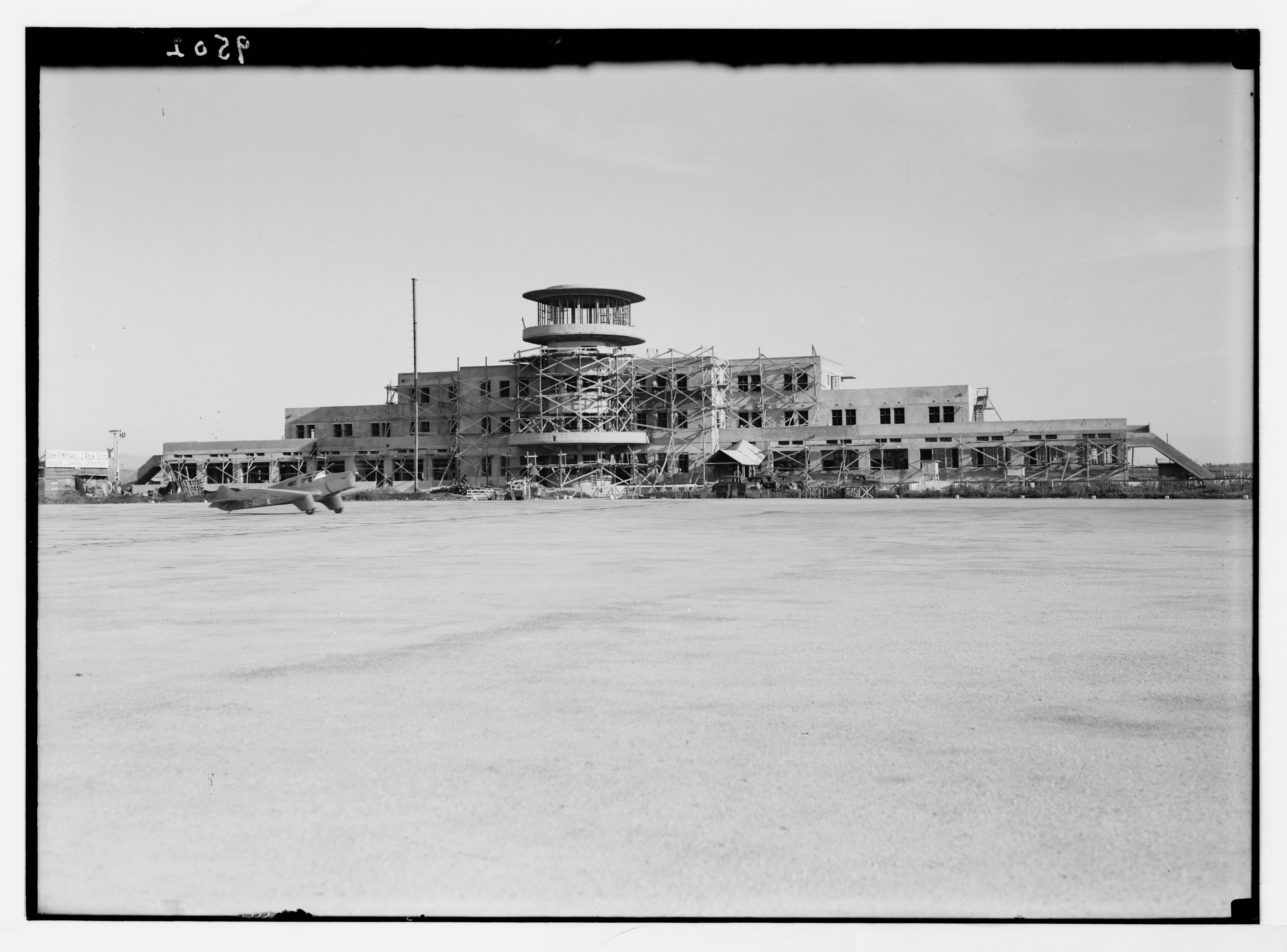
Blick 1935 vom Flugfeld auf den ersten Terminalbau in Bau mit (links) Baubüro der John P. Mitchell & L. Rolin Builders

### Die Anfänge
Die Start- und Landebahnen sowie das Terminal 1 des Flughafens wurden bereits zur Zeit des britischen Mandats in den 1930er Jahren angelegt. Im Jahr 1935 begannen die Bauarbeiten, wobei zunächst zwei Schotterpisten fertiggestellt wurden. Am 3. August 1935 nahm Misr Airwork mit Flugzeugen des Typs De Havilland DH.89 Dragon Rapide eine Linienverbindung von Kairo über den neuen Lydda Airport nach Nikosia auf. Bis April 1937 waren vier Betonpisten fertiggestellt, die jeweils 800 m lang und 100 m breit waren. Sie wurden kurz darauf auf 1100 m verlängert. Die Fertigstellung der Start- und Landebahnen ermöglichte damaligen Großflugzeugen das Landen auf dem Flughafen.
Als erstes europäisches Unternehmen flog die polnische LOT den Flughafen ab dem 4. April 1937 mit Douglas DC-2 von Warschau an. Palestine Airways nahm ihren Betrieb am 11. August 1937 auf und war die erste Fluggesellschaft, die den Lydda Airport als Heimatflughafen nutzte. Die niederländische KLM flog den Flughafen ab 1938 als Zwischenstopp auf ihrer Route von Amsterdam nach Batavia an. Im selben Jahr richtete auch die rumänische LARES eine Linienverbindung nach Lydda ein. Eine der wichtigsten Strecken war die von der britischen Imperial Airways beflogene Verbindung von London über Lydda nach Bombay. Ende des Jahres 1937 wurde mit dem Bau eines Hangars für die Großflugzeuge der Imperial Airways begonnen. Dieser Hangar wurde mit Unterstützung eines deutschen Unternehmens errichtet. Noch heute wird er von der Fluggesellschaft El Al genutzt. Im Oktober 1938 eröffnete die Royal Air Force mit der RAF Station Lydda eine Luftwaffenbasis auf dem Flughafen.

### Während des Zweiten Weltkrieges
Nach Ausbruch des Zweiten Weltkriegs wurde der Flughafen Lydda zivil hauptsächlich für Regionalflüge genutzt sowie bis Juni 1940 weiterhin von Imperial Airways beziehungsweise BOAC und bis 1942 von KLM und Misr Work angeflogen. Im selben Jahr mussten auch alle regionalen Linienverbindungen beendet werden. Die RAF Station Lydda wurde 1943 vorübergehend unter Kontrolle der United States Army Air Forces gestellt und die vier Landebahnen von 1100 m auf 2000 m verlängert.
Das US Air Transport Command baute dort via Ägypten oder den Iraq angelieferte zerlegte Militärflugzeuge zusammen, die vom Flughafen im Rahmen des Luftkriegs dann nach Italienisch-Libyen und dem Italienischen Dodekanes ausschwärmten.

### Ende des Weltkrieges und Abzug der Briten
Ab 1944 wurde der Flughafen auch wieder zivil genutzt. Im Jahr 1946 eröffnete Trans World Airlines eine Linienverbindung zwischen den USA und Israel.
Ende April 1948 verließen die Briten die RAF Station Lydda. Nur die lokalen arabischen Kräfte und Soldaten der transjordanischen Arabischen Legion blieben innerhalb der Grenzen des Flughafens. Israelische Verteidigungsstreitkräfte nahmen den Flughafen Lydda am 10. Juli 1948 ein und das Verkehrsministerium eröffnete den Betrieb wieder. Die gräzisierte Namensvariante Lydda in der Bezeichnung des Flughafens wich dem hebräischen Ortsnamen, womit der Flughafen Lod International Airport genannt wurde.
El Al eröffnete im Juli 1949 eine Fluglinie nach Paris über Rom. Während des ersten Jahres der Unabhängigkeit Israels passierten rund 40.000 Fahrgäste den Flughafen Lod.

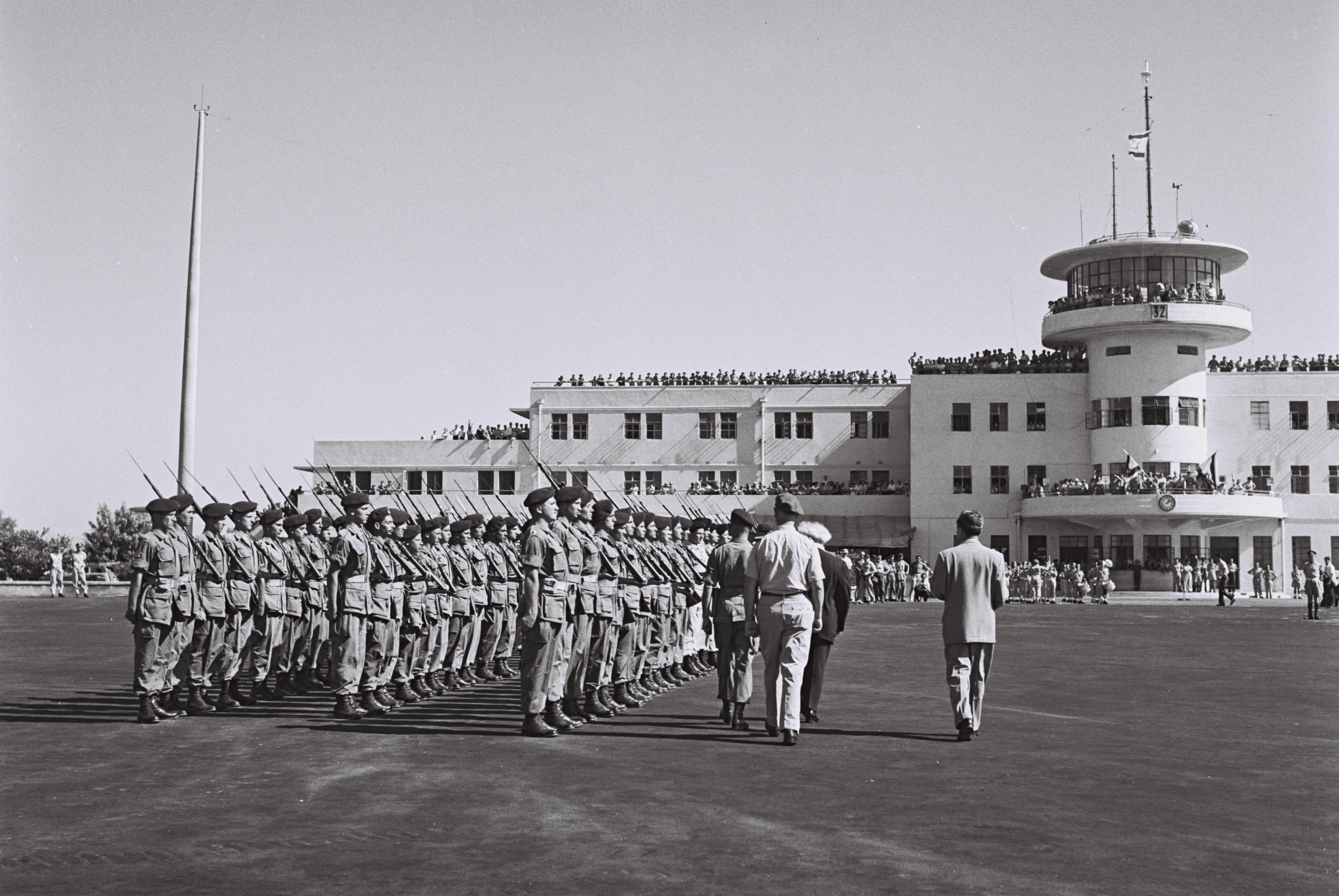
David Ben-Gurion schreitet auf dem Flugfeld eine Ehrenformation ab vor Terminalgebäude, 7. Juni 1951

### Gründung der Arkia und starke Expansion
Im Jahr 1950 begann Arkia Inlandsflüge von Lod nach Eilat, Machanayim und Haifa. Während des Winters 1951/1952 wurde das Passagierterminal um 36.000 Quadratmeter erweitert und die Start- und Landebahn wurde auf 2400 Meter verlängert. Die Passagierkapazität erhöhte sich auf 100.000 Passagiere pro Monat. Im Jahre 1953 wurde ein Unternehmen gegründet, das Hunderte von zivilen und militärischen Flugzeugen wartete.
Im Oktober 1955 eröffnete El Al Verbindungen nach Nairobi und Johannesburg und damit die ersten direkten Flugverbindungen von Tel Aviv zum afrikanischen Kontinent.

Terminalgebäude mit aufgestocktem neuen Tower über dem verblendeten alten, November 1966

### Die ersten Strahlflugzeuge
Im April 1960 wurden Linienverbindungen mit Strahlflugzeugen eingeweiht, darunter British-European-Airways-Flüge nach London und Athen. Im Januar 1961 weihte El Al die erste Übersee-Linie nach New York mit einer gecharterten Boeing 707 ein. Die Anzahl der ausländischen Fluggesellschaften stieg stark. Deshalb wurden die Start- und Landebahnen auf den Betrieb von modernen Jets angepasst.

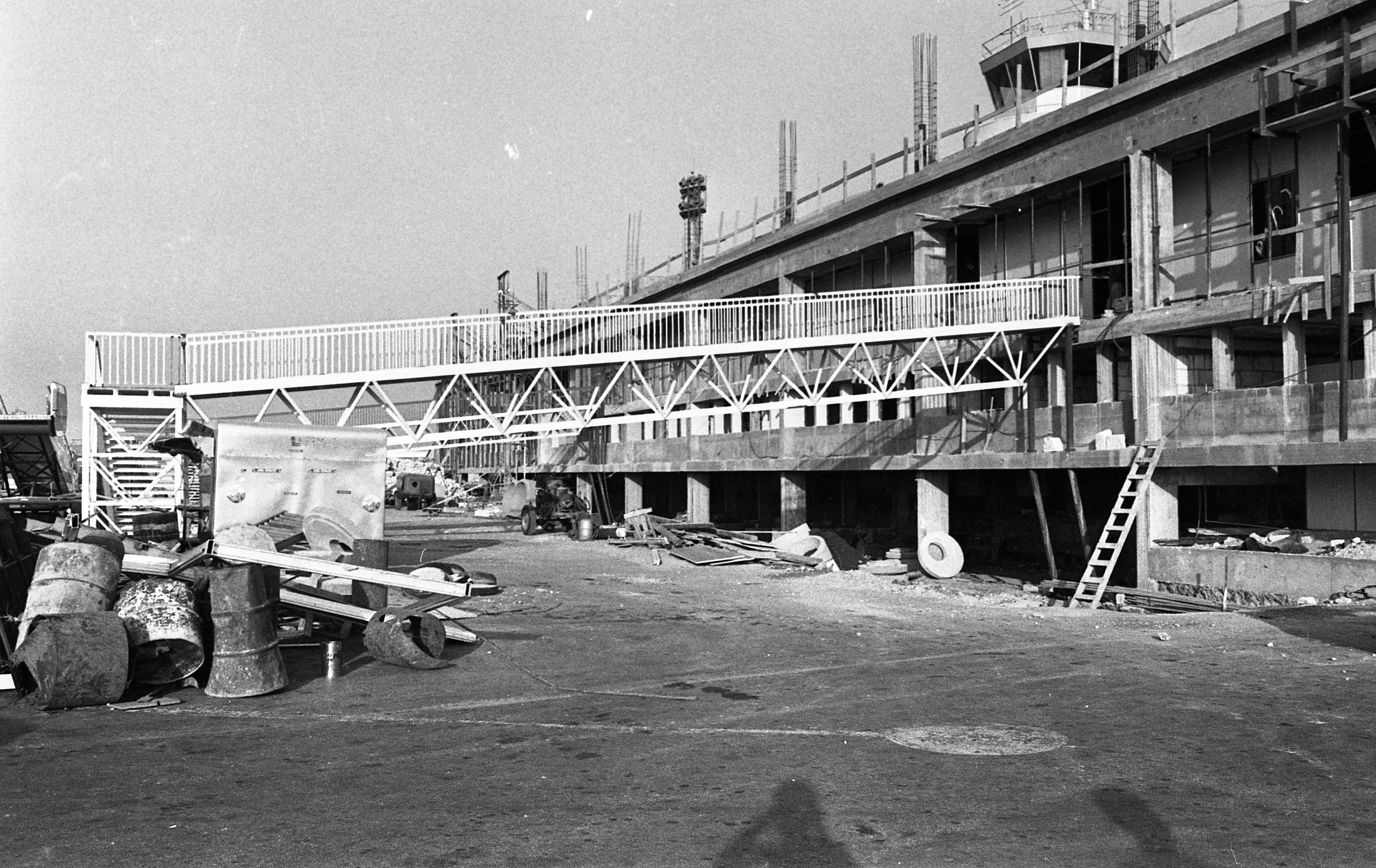
Terminal mit aufgestocktem Tower hinter Anbauten zur Erweiterung, 1969

Bis Mitte der 1960er Jahre beflogen 14 Fluggesellschaften internationalen Strecken von Tel Aviv aus. Im Gegensatz dazu übertrug die Flughafenverwaltung die Inlandsflüge auf den Flugplatz Sde-Dov im Norden Tel Avivs. Schon damals begannen die ersten Pläne für den Ausbau des Terminals.
Nach dem Sechstagekrieg fand eine beeindruckende Zunahme des Luftverkehrs statt und zahlreiche weitere Fluggesellschaften flogen den Flughafen an.
Im Jahr 1969 wurde das nationale Passagierterminal eingeweiht.

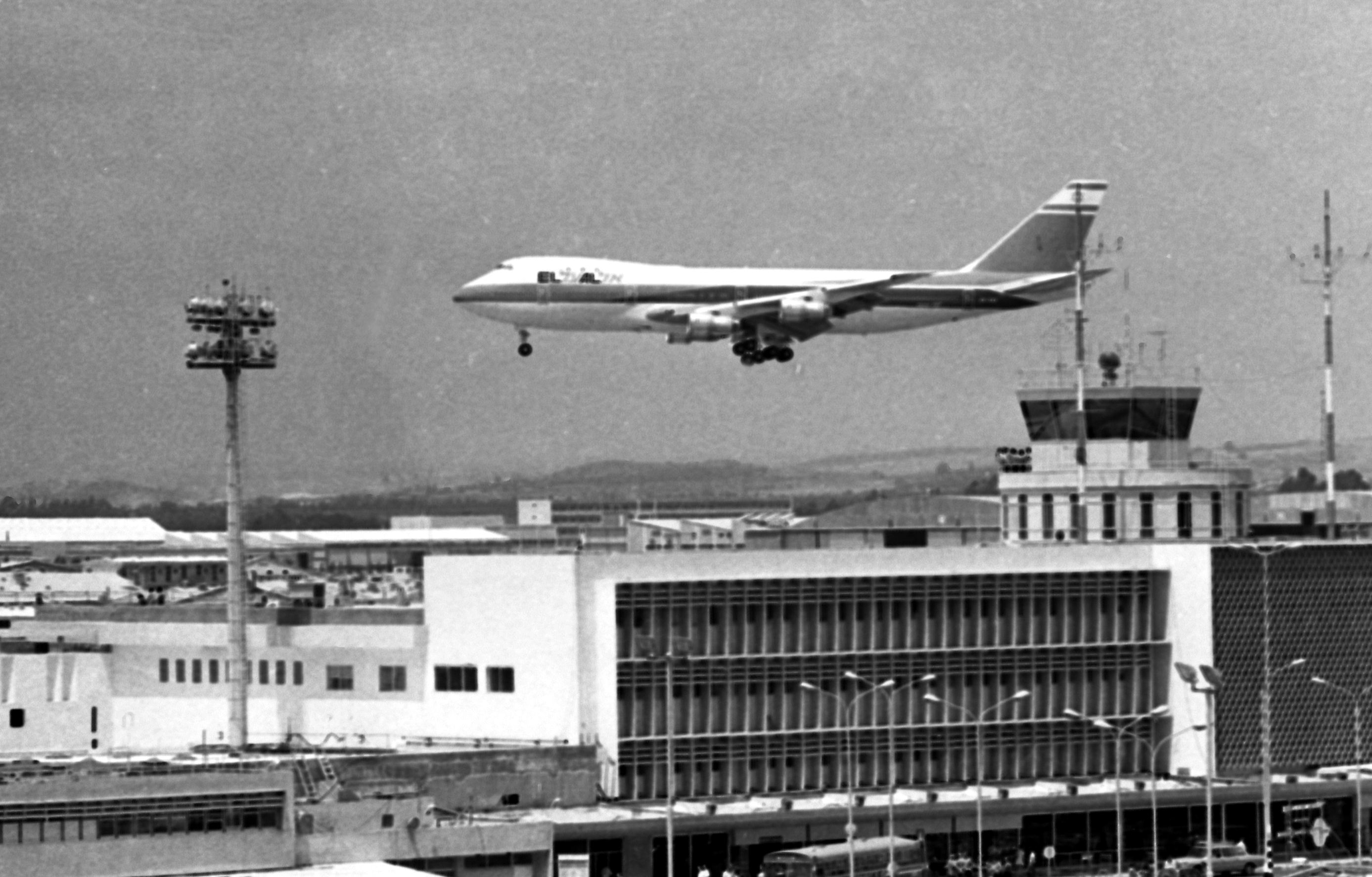
El Als erster Jumbo im Anflug über dem Terminal mit Anbauten von 1969, 2. Juni 1971

### Erster Jumbo
Im Jahr 1970 landete der erste Jumbo-Jet auf dem Flughafen. Im Sommer 1971 begann El Al ihre regelmäßigen Flüge mit Großraumflugzeugen. Im Jahr 1972 kam es zum Massaker am Flughafen Lod durch japanische Terroristen. Während des Jom-Kippur-Krieges, der im Oktober 1973 ausbrach, kam es zu einem starken Rückgang des zivilen Luftverkehrs, dafür aber zu einer Erhöhung des Frachtaufkommens, weil die militärische Ausrüstung zum Flughafen gebracht wurde.

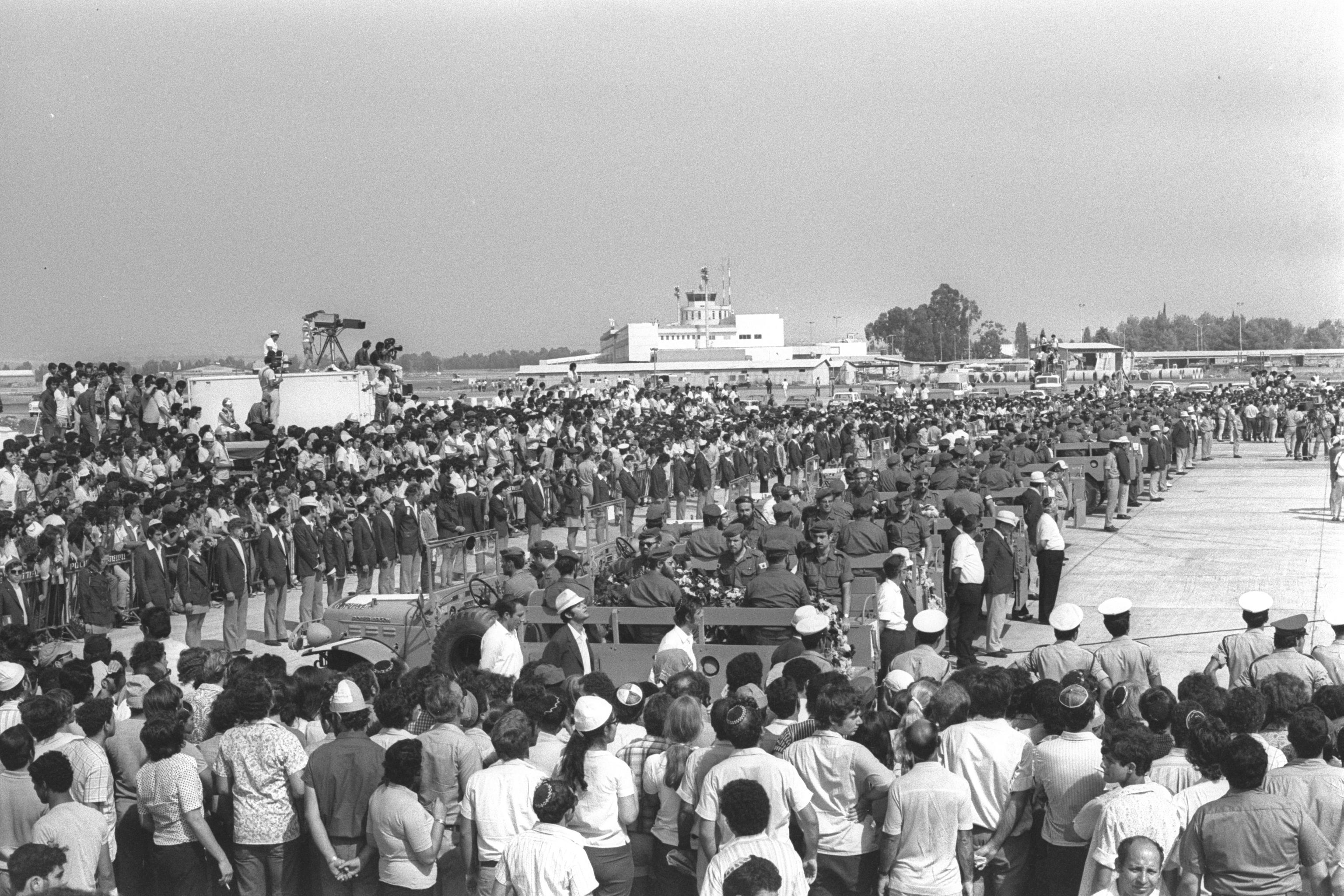
Überführung der sterblichen Überreste der in und bei München ermordeten israelischen Olympioniken, westlich des Terminals, 7. September 1972

### Umbenennung
Im Dezember 1973 starb David Ben-Gurion, der erste Premierminister Israels. Nach seinem Tod beschloss die Regierung die Benennung des Flughafens nach ihm als ein Symbol der Wertschätzung für sein Lebenswerk. Der Flughafen Lod heißt seitdem Flughafen Ben-Gurion.

### Technische Ausbauten und Jubiläum
In den 1980er Jahren nahm der Passagierverkehr am Flughafen zu. Das Terminal-Gebäude wurde erweitert, ein neuer Kontrollturm wurde gebaut und die Radaranlagen wurden verbessert. In diesen Jahren fanden eine Reihe von abwechslungsreichen Veranstaltungen am Flughafen statt (z. B. Luftfahrt-Ausstellungen). Aus Anlass des 50. Jahrestages des Flughafens wurde eine Jubiläumsbriefmarke von der Post im Juli 1986 herausgegeben.

### Die 1990er und das neue Terminal 3
Zu Beginn der 1990er Jahre erlebte der Flughafen eine große Einwanderungswelle aus der Sowjetunion. Im Zuge des Anstiegs der Passagierzahlen und der Luftfracht auf dem Flughafen begann die Behörde mit der Planung für die Errichtung eines neuen Terminals. Im Januar 1994 traf die Regierung Israels die Entscheidung für die Errichtung des Terminals 3. Im Rahmen dessen rüstete es sich für das dritte Jahrtausend. Am 25. Oktober 1998, etwa 5 Jahre nach der Entscheidung für die Errichtung des zusätzlichen Terminals, wurde der Grundstein für das Terminal 3 gelegt.

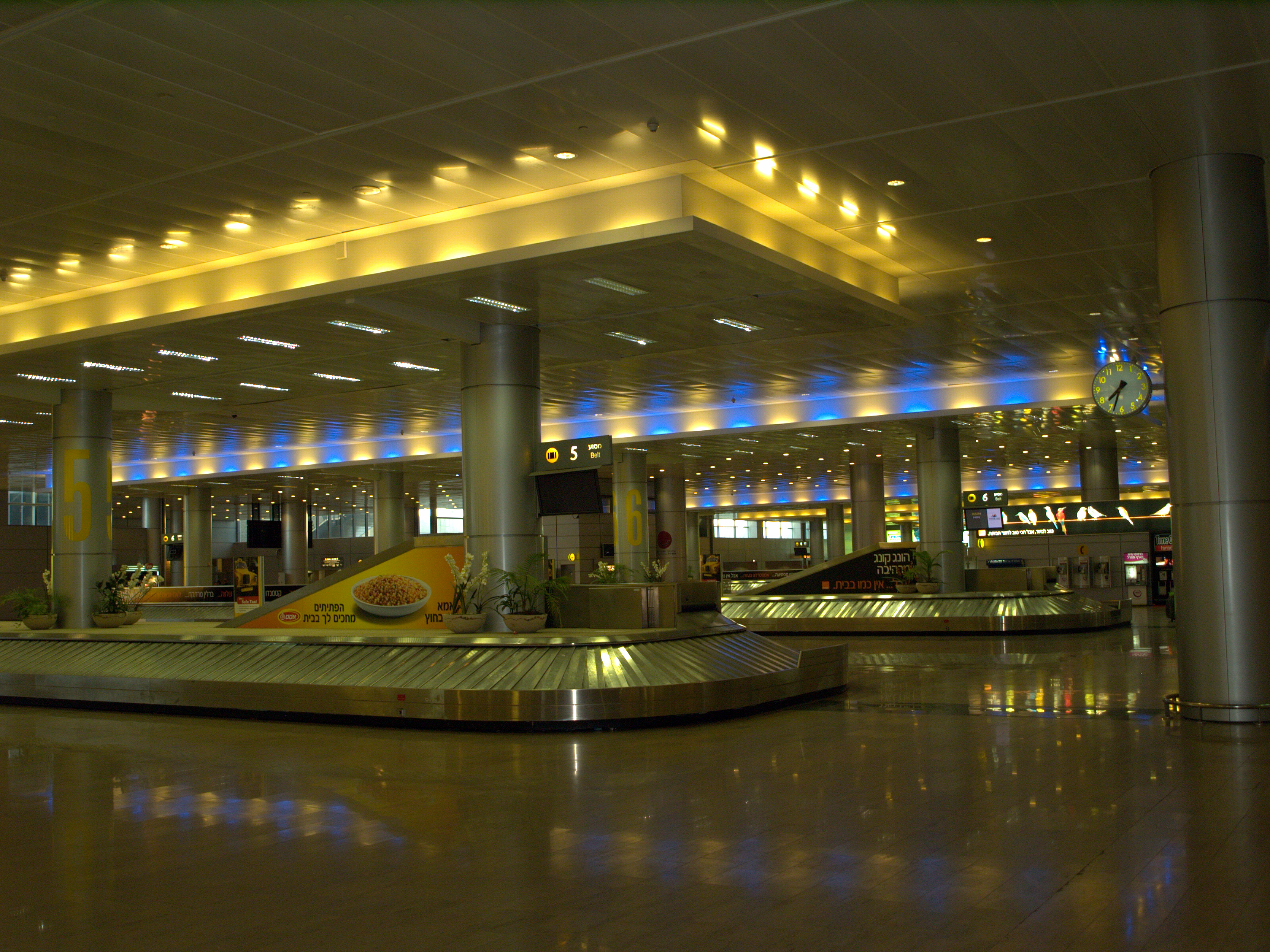
Gepäckausgabe in einem der Terminals, 2009

### Der Flughafen heute
Die Fertigstellung des Terminals 3 fand im November 2004 statt, die gleichzeitig gebaute Eisenbahnverbindung nach Tel Aviv ist bereits seit Oktober 2004 in Betrieb.

## Terminals

### Terminal 1

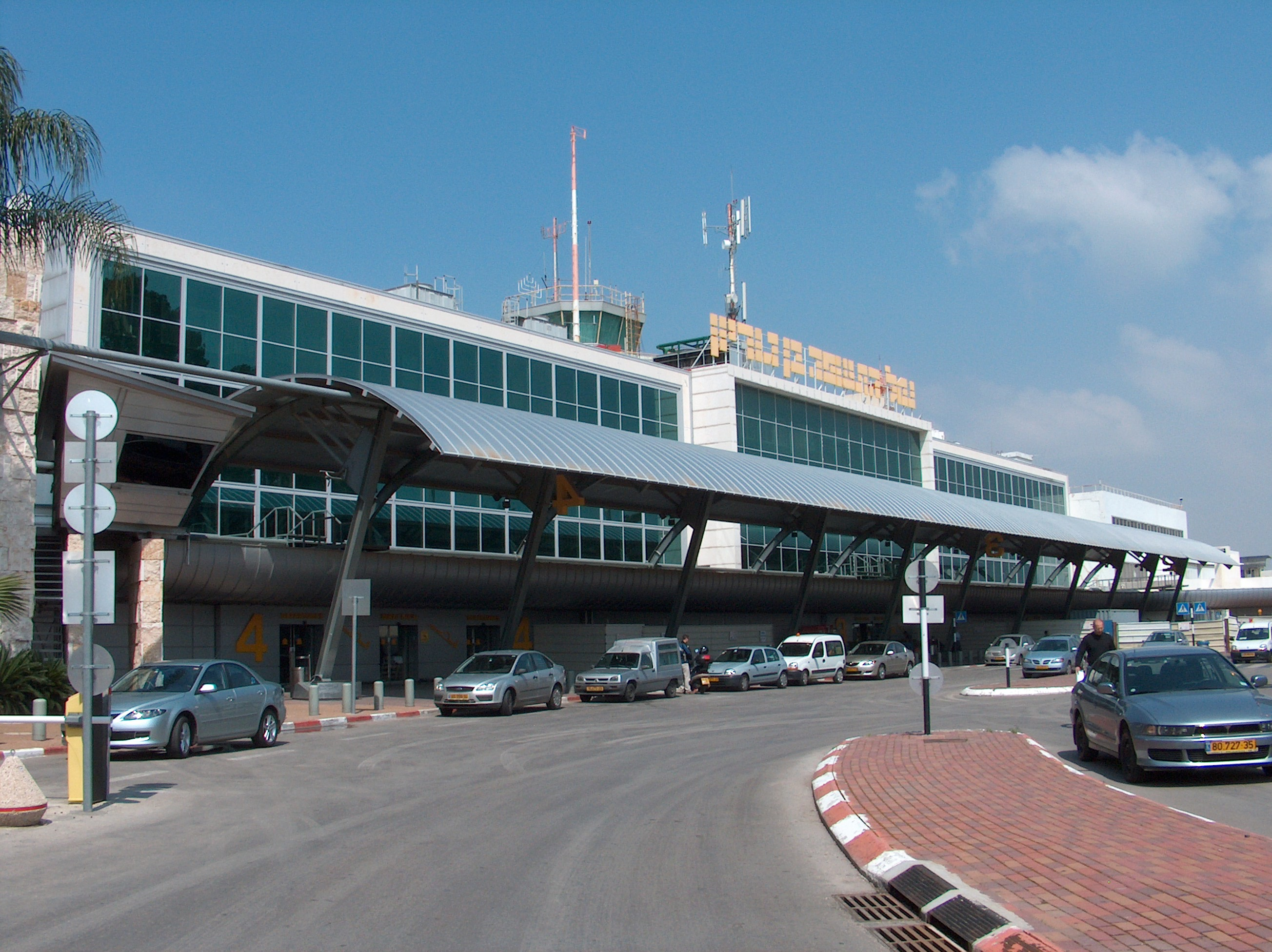
Terminal 1 von außen, 2007

Das Terminal 1 wurde 1936 errichtet. Es war bis zur Eröffnung des Terminal 3 das Hauptterminal des Flughafens. 2007 wurde das Terminal 1 nach zwei Jahren Renovierung wieder eröffnet. Die Kosten der Renovierung betrugen etwa 3,3 Millionen Euro. Es besitzt eine Fläche von 8000 Quadratmetern und ist in drei Hauptbereiche aufgeteilt. Es befindet sich nur auf einer Etage und ist jetzt das neue Inlandsterminal. Es kann bis zu vier Flugzeuge gleichzeitig abfertigen.

### Terminal 2
Das Terminal 2 wurde 1969 eingeweiht. Bis zur Neueröffnung des Terminals 1 am 20. Februar 2007 diente es als Inlandsterminal. Bis zum Beschluss, das Terminal 2 in ein Spezialterminal für Billigfluggesellschaften umzubauen, war vorgesehen, das Terminal abzureißen.

### Terminal 3

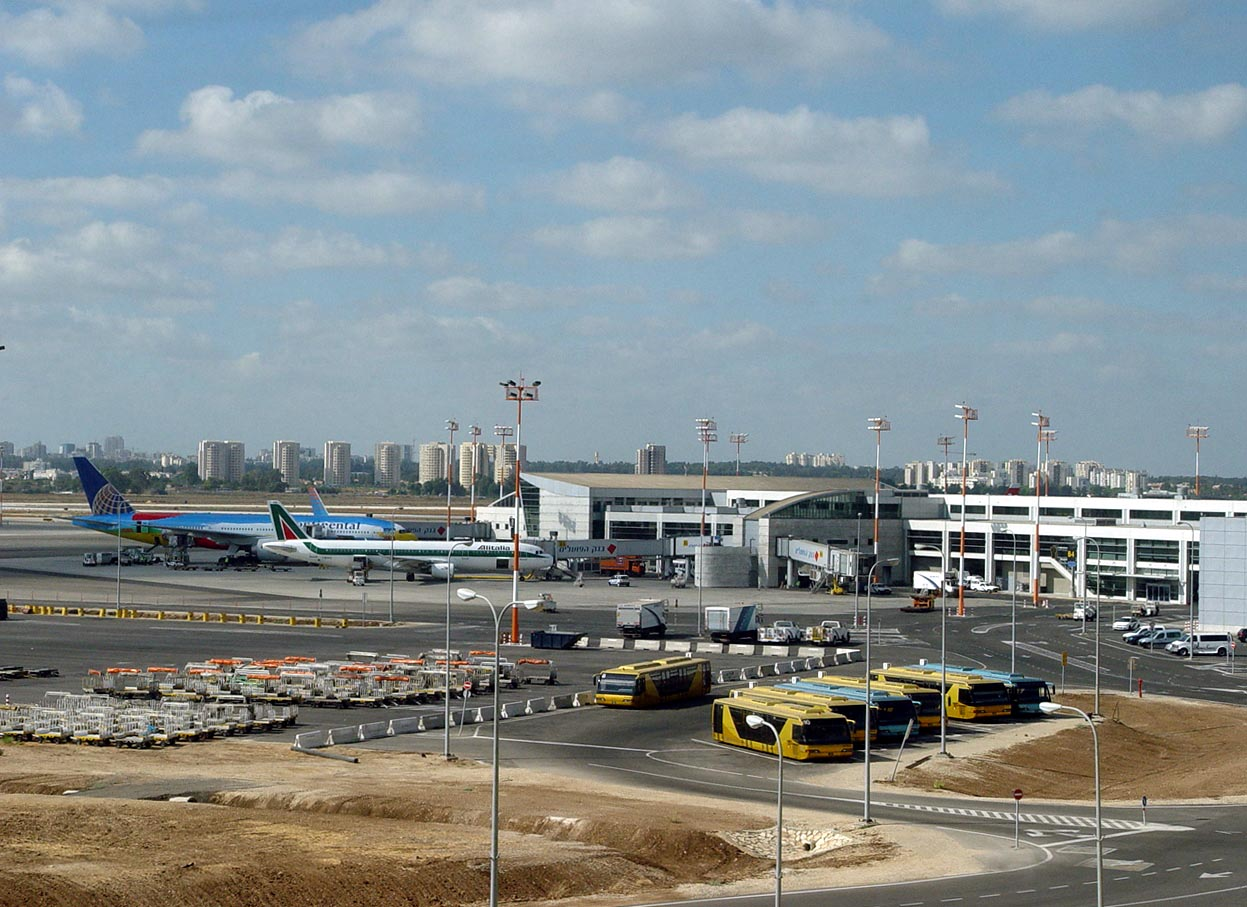
Außenansicht des Terminal 3

Der Bau des Terminal 3 wurde 1994 beschlossen. Die Planung wurde einerseits von dem New Yorker Büro Skidmore, Owings & Merrill und Karmi Architects of Jerusalem und andererseits von Mosche Safdie übernommen. Dabei kümmerte sich Mosche Safdie größtenteils um die Gestaltung der Flugsteige.  Die Grundsteinlegung erfolgte im Oktober 1998 und die Fertigstellung fand im November 2004 statt. Die Größe beträgt etwa 10.000 Quadratmeter. In ihm befinden sich vier Sicherheitsbereiche, 110 Check-in-Schalter mit Plasmabildschirmen, sechs Fluganzeigetafeln, acht Fahrstühle, zahlreiche Rolltreppen, fünf Fahrsteige und mehrere Essens- und Getränkeautomaten. Für die Gestaltung der Check-in-Halle wurde Jerusalemer Stein, Glas und Edelstahl kombiniert. Außerdem steht ein 4-Sterne-Hotel am Terminal, das nicht nur den Passagieren, sondern auch dem fliegenden Personal dienen soll. Es besitzt über 120 Zimmer und wurde von der Israel Airports Authority finanziert. Mit dem Terminal 3 erhöhte sich die Passagierkapazität des Flughafens von neun auf 16 Millionen im Jahr.
Am 15. Februar 2018 wurde eine Erweiterung des Terminals 3 um acht Fluggastbrücken und vier Busausgänge eingeweiht, mit dem die Passagierkapazität auf 23 Millionen jährlich steigt.

## Start- und Landebahnen
Der Ben-Gurion-Flughafen hat drei Bahnen. Am stärksten wird die Bahn 30/12 genutzt, weil sie sehr kurze Rollwege zu den Terminals 1 und 3 hat. Flugzeuge aus Richtung des Mittelmeers, also aus Europa und Nordamerika, benutzen diese Landebahn. Möglich ist entweder eine Landung mit Hilfe des Landesystems ILS auf die Landebahn 12 oder das manuelle Fliegen einer Platzrunde einmal am Flughafen vorbei und das anschließende Landen in einem Sichtanflug auf die Landebahn 30. Sie wurde 2007 durch Umbauten auch für den Airbus A380 vorbereitet und soll bald auch für Anflüge aus dem Osten ein ILS erhalten.
Die Bahn 08/26 wird auch the „quiet runway“ (die ruhige Bahn) genannt, da sie fast ausschließlich für Starts benutzt wird. Die Abflugrouten von Bahn 26 sind so konzipiert, dass sie fast keinen Fluglärm in Wohngebieten verursachen, weswegen zu Stoßzeiten, insbesondere nach Ende des Nachtflugverbotes morgens gegen sechs Uhr, fast nur diese Bahn genutzt wird. Außerdem wird die Bahn 26 bei sehr schlechtem Wetter zur Landung genutzt, da sie über ein hochpräzises Landesystem verfügt (CAT III). Die Landebahn 08/26 ist die neueste des Ben-Gurion-Flughafens, außerdem wurde sie im Jahr 2005 noch einmal saniert.
Die Bahn 03/21 wird nur noch als Rollweg für startende Flugzeuge auf der Bahn 26 benutzt. Die israelische Luftwaffe benutzt sie selten für ihre am Flughafen stationierten C-130-Hercules-Transportmaschinen. Sie ist die älteste und kürzeste aller Landebahnen. Es ist geplant, diese Bahn auf ungefähr 3000 m zu verlängern, um zukünftig den gleichzeitigen Betrieb (in Form eines V) der Bahnen jeweils einer als Start- und Landebahn zu ermöglichen.

## Zukunft
In Zukunft ist geplant, die Landebahn 03/21 auf etwa 3000 Meter zu verlängern, den Kontrollturm neu zu gestalten und eine neue Haupthalle (Halle E) zu errichten. Dazu sollen das Terminal 1 und die Parkplätze erweitert werden. Darüber hinaus ist vorgesehen den Flughafen in einen „grünen Flughafen“ zu verwandeln. Es soll ein Masterplan durchgesetzt werden, in dem verstärkt auf die Müllentsorgung und die Müllverwertung sowie das Finden alternativer Energiequellen und -einsparungen geachtet werden soll. Ebenfalls ist eine Modernisierung der Überprüfung von Gasaustritt an den Kraftstoffleitungen und die Maximierung der Nutzung von Abwasser für verschiedene Zwecke (z. B. in den Kühltürmen) vorgesehen.

## Besonderheiten
Bekannt ist der Ben-Gurion-Flughafen unter anderem wegen seiner rigiden Sicherheitskontrollen, so werden Fahrzeuge bereits vor der Zufahrt zum Umfeld des Flughafens kontrolliert. Bei der Ausreise finden zeitintensive Sicherheitsüberprüfungen des Gepäcks und Befragungen der Passagiere statt. Daher gilt er als der sicherste Flughafen der Welt.

## Zwischenfälle
- Am 5. Februar 1950 rutschte eine Douglas DC-4 (C-54A) der El Al (Luftfahrzeugkennzeichen 4X-ACD) während des Starts von der Startbahn und fing Feuer. Alle 50 Insassen überlebten den Vorfall.[19]

- Am 26. Oktober 1969 verunglückte eine Vickers Viscount 833 der Arkia Israeli Airlines (4X-AVC) bei der Landung während eines nächtlichen Trainingsfluges auf dem Flughafen Tel Aviv-Lod. Alle drei Piloten an Bord überlebten den Totalschaden.[20]

- Am 30. Mai 1972 fanden beim Attentat der Gruppe Japanische Rote Armee am Flughafen 26 Menschen den Tod.[21]

- Am 30. November 1970 wurde mit einer Boeing 707-373C der Trans World Airlines (TWA) (N790TW) am Flughafen Tel Aviv-Lod der Start zu einem Frachtflug eingeleitet. Zeitgleich wurde eine leere, unbeleuchtete Boeing KC-97G Stratofreighter (4X-FPS/037) über die Startbahn geschleppt. Trotz eines versuchten Startabbruchs kam es zum Zusammenstoß und Brand beider Flugzeuge. Dabei kamen zwei Personen am Boden ums Leben, die dreiköpfige Besatzung der TWA-Maschine überlebte den Zwischenfall (siehe auch Flugzeugkollision am Flughafen Lod).[22][23]

- Am 16. Februar 1987 kam es an einer Convair CV-240-24 der Israel Aircraft Industries mit US-amerikanischer Zulassung (N93218) auf dem Flughafen Tel Aviv-Ben Gurion aufgrund eines Hangarbrandes zum Totalschaden. Über Personenschäden ist nichts bekannt.[24]